# 백합속
백합속(百合屬) 혹은 나리속(--屬)은 백합과에 속하는 식물로 약 110여 종으로 이루어져 있다. 백합의 학명은 Lilium longiflorum이다. 백합과 백합속에 속하는 식물 모두를 가리키는 이름으로 아시아에 71종, 유럽 및 러시아에 22종, 북아메리카에 37종으로 도합 130종이 자생한다고 알려져 있다.

## 종류
우리에게 백합의 대명사로 잘 알려진 나팔백합을 비롯하여 고사백합·하늘나리·참나리·솔나리·중나리 등이 있다. 백합은 아래의 네종류 '아속'으로 분류할 수 있다.

### 나팔나리아속
꽃은 나팔 모양으로서, 옆 또는 아래 쪽을 향해 핀다. 흰색 또는 엷은 분홍색이 많고 향기가 있으며 반점은 없다. 여기에 속하는 것으로 나팔나리·선녀나리·당개나리·마돈나나리·리갈나리 등이 있다.

### 산백합아속
꽃은 술잔 모양으로서, 꽃잎의 중앙부는 넓고 옆 또는 아래쪽을 향해 핀다. 흰색 꽃이며 향기가 있고 반점이 있다. 산백합·사크백합 등이 있다.

### 빈틈나리아속
꽃은 술잔 모양으로 위를 향해 피고, 꽃잎의 앞끝 부분이 넓으며, 꽃의 밑동 부분은 급하게 좁아지며 투명하다. 꽃색은 귤색이 많고, 향기가 없으며 반점이 많다. 날개 하늘나리·빈틈나리류·하늘나리 등이 있다.

### 토용나리아속
꽃은 꽃잎이 뒤로 많이 젖혀져서 공모양을 하고, 아래를 향해 피며 반점이 많다. 토용나리·참나리·중나리·섬말나리·헨리백합 등이 있다.

## 형태

### 뿌리
알뿌리는 형태상으로는 비늘줄기로서 줄기가 변화한 부분에 잎이 변화해서 두꺼워진 비늘조각잎이 형성되어 있다. 튤립처럼 겉껍질이 없는 무피(無皮) 알뿌리로서 마르기 쉽고 비늘조각잎도 벗겨지기 쉽다. 저장 양분으로서는 녹말립을 많이 함유하고 있으며, 쓴맛이 없는 산나리 등은 식용한다. 색은 흰색이 많은데 노란색이나 갈자색인 종도 있다. 모양은 종류나 생육단계에 따라 다르며 구모양에서 포탄모양까지 여러 가지다. 크기는 작은 구모양의 종은 지름 약 2 cm, 무게 4-5g인 데 대하여, 큰 구모양인 종은 지름 20 cm 이상, 무게 약 1kg이나 된다. 뿌리는 어미알뿌리의 위뿌리와 어미알뿌리의 아래뿌리로 나뉘는데 어미알뿌리의 아래뿌리는 아래쪽으로의 견인작용이 있어서 주로 알뿌리의 안정을 유지하며, 2-3년 산다. 어미알뿌리의 위뿌리는 발아 후의 양분과 수분의 흡수, 줄기 안정 작용 등을 하며 1년 만에 말라죽는다.

### 줄기
줄기는 원형이고 분지하지 않으며, 직립하지만 대화(帶化)한 경우에는 편평하게 되어 많은 꽃이 달리는데 산백합에서는 150개 이상 피는 경우도 있다.

### 잎
잎은 바소꼴로서 중국이 원산지인 것은 버드나무나 대나무의 잎을 닮은 것이 많고, 북아메리카 원산은 팔손이와 비슷한 돌려나기잎으로 되는 것이 많다. 보통 잎은 녹색인데 농담에 차이가 있다. 또 잎의 다소, 광택, 솜털의 유무 등에 차이가 있다.

### 꽃
꽃은 총상꽃차례로서 가지끝에 피며, 보통은 홑꽃이지만 2겹꽃·8겹꽃으로 피는 종도 있다. 꽃이 피는 방향은 위·옆·아래로 종류에 따라 다르다. 꽃모양은 통모양·술잔모양·구모양 등 변화가 많으며, 크기도 3–4 cm 가량의 종에서 30cm에 달하는 큰 종에 이르기까지 다양하다. 꽃덮이조각은 6장인데, 3장의 넓은 속꽃덮이조각과 꽃받침조각이 변한 폭좁은 3장의 겉꽃덮이조각으로 구성된다. 속꽃덮이조각 안쪽에는 꿀샘이 있는데 종류에 따라 유상(乳狀)돌기와 반점이 있는 종도 있다. 수술은 6개인데 양쪽 끝에는 큰 꽃밥이 T자 모양으로 붙는다. 암술은 1개로서 자가수정을 피하기 위해 암술머리 부분은 길게 튀어나와 있으며, 수분하기 쉽도록 크고 점성이 있다. 개화기는 한랭지형은 빠르고(5월 무렵) 난지형은 늦다(8월 무렵), 꽃빛은 파랑·검은 보라색 계통을 제외하고 거의 모든 색이 있으며, 흰색·분홍·빨강의 플라본과 안토시안계 색소가 들어 있는 꽃은 향기가 있는데, 노랑·주황색의 카로티노이드계 색소가 들어 있는 꽃은 향기가 없다.

## 재배
한랭지로부터 온난지까지 다양한 기후에 분포한다. 저온기는 휴면하여 추위를 피하고, 따뜻한 계절에만 생육·개화한다. 이 때문에 거의 모든 품종을 파헤쳐야 하는데, 이식은 지상부의 생육이 끝나는 10-11월이 정식(定植)의 적기이다. 정식시기가 늦어지면 발근한다. 또 보존 상태가 나쁘면 알뿌리가 건조해서 소모하며 바이러스병이 많이 생기므로 반드시 적기에 심는다. 보수·배수가 좋고, 경토(耕土)가 깊고 부식질이 풍부한 약간 점질토양인 곳이 적지이다. 나팔나리·빈틈나리·리갈나리 등 햇빛, 통풍을 좋아하는 종류는 빛이 잘 드는 곳에 심는다. 산백합·섬말나리 등 반음지를 좋아하는 것은 강한 빛과 석양이 비치어 지온이 올라가는 장소를 싫어하므로 이러한 장소를 피해서 심으면 오랜 기간에 걸쳐 개화한다. 화분심기의 경우는 부식토와 완숙된 퇴비가 40-50% 들어 있고 보수와 배수가 좋은 배양토를 사용한다. 알뿌리나누기·새끼알뿌리·씨뿌리기·비늘조각 등으로 번식한다. 또 조직배양이나 줄기를 묻어서 증식시키기도 한다. 씨뿌리기는 생육이 빠르며 씨뿌리기 후 1-2년 이내에 꽃이 핀다. 발아 온도는 25°C 전후이다. 둘러싸기를 하면 2주 사이에 발아한다. 7-8월에 알뿌리의 비늘조각을 떼어내어 모래에 꽂으면 40-60일 만에 작은 알뿌리가 생긴다. 또 약 23°C에서 건조해지지 않도록 관리하고, 잘 기르면 다음해 70-80% 꽃이 피고 가을에 지름 5-6cm의 알뿌리가 생긴다.

## 이용
참나리·중나리·산백합의 알뿌리를 가을·겨울에 캐어서 식용한다. 알뿌리의 성분은 수분 67%, 당 27.2%이며, 단백질은 3.7% 함유되어 있다. 무기질은 인이 100mg 중 70mg이며, 칼륨도 많지만 칼슘은 겨우 10mg으로 극히 적은 것이 특징이다. 비타민류는 적다. 포도당과 만노오스로 된 글루코만난을 주로 하는 점질물이 함유되어 있다. 익히면 주로 단맛이 나지만 떫은맛과 쓴맛도 난다. 요리를 할 때는 먼저 한번 데치거나 술을 넣어 떫은 맛을 없앤 뒤에 하는 것이 좋다. 조직이 부드럽기 때문에 센불에서 너무 가열하면 문드러지는데, 백반을 조금 넣으면 펙틴이 불용화하므로 문드러지는 것을 막을 수 있다.

## 문화

### 꽃말
- 순결
- 무죄
- 평범
- 순수

### 설화, 종교
- 에덴 동산에서 아담, 이브가 금단의 열매를 따먹은 후 쫓겨나 외로움을 느낀 이브가 흘린 눈물이 흰 나리가 되었다는 설화가 있다.[1]
- 기독교에서는 '성모의 꽃'이라는 이름이 붙어져 있다.[1]

## 하위 종
| - L. akkusianum - L. albanicum - 털중나리 (L. amabile) - L. amoenum - L. anhuiense - L. arboricola - 산나리 (L. auratum) - L. bakerianum - L. bolanderi - L. brevistylum - L. brownii - 당나리 (L. brownii var. viridulum) - L. bulbiferum - 땅나리 (L. callosum) - L. canadense - L. candidum - L. carniolicum - L. catesbaei - 솔나리 (L. cernuum) - L. chalcedonicum - L. ciliatum - L. columbianum - 하늘나리 (L. concolor) - L. davidii - L. debile - 말나리 (L. distichum) - L. duchartrei - L. fargesii - L. floridum - L. formosanum - L. grayi - L. habaense - 섬말나리 (L. hansonii) - L. henrici - L. henryi - L. huidongense - L. humboldtii - L. iridollae | - L. jankae - L. japonicum - L. jinfushanense - L. kelleyanum - L. kelloggii - L. kesselringianum - 참나리 (L. lancifolium 또는 L. tigrinum) - L. lankongense - L. ledebourii - 중나리 (L. leichtlinii) - L. leucanthum - L. lijiangense - 백합 (L. longiflorum) - L. lophophorum - L. mackliniae - L. maculatum - L. maritimum - 마르타곤나리(L. martagon) - L. matangense - L. medeoloides - L. medogense - L. michauxii - L. michiganense - L. monadelphum - L. nanum - L. nepalense - L. nobilissimum - L. occidentale - L. oxypetalum - L. papilliferum - L. paradoxum - L. pardalinum - L. parryi - 시에라범나리 (L. parvum) - 날개하늘나리 (L. pensylvanicum 또는 L. dauricum) - L. philadelphicum - L. philippinense | - L. pinifolium - L. platyphyllum - L. poilanei - L. polyphyllum - L. pomponium - L. ponticum - L. primulinum - L. puberulum - L. puerense - L. pumilum - L. pyi - L. pyrenaicum - L. pyrophilum - L. regale - L. rhodopeum - L. rosthornii - L. rubellum - L. rubescens - L. saccatum - L. sargentiae - L. sempervivoideum - L. sherriffiae - L. souliei - L. speciosum - L. stewartianum - L. sulphureum - L. superbum - L. szovitsianum - L. taliense - L. tianschanicum - 하늘말나리 (L. tsingtauense) - L. wallichianum - L. wardii - L. washingtonianum - L. wenshanense - L. xanthellum |

## 사진

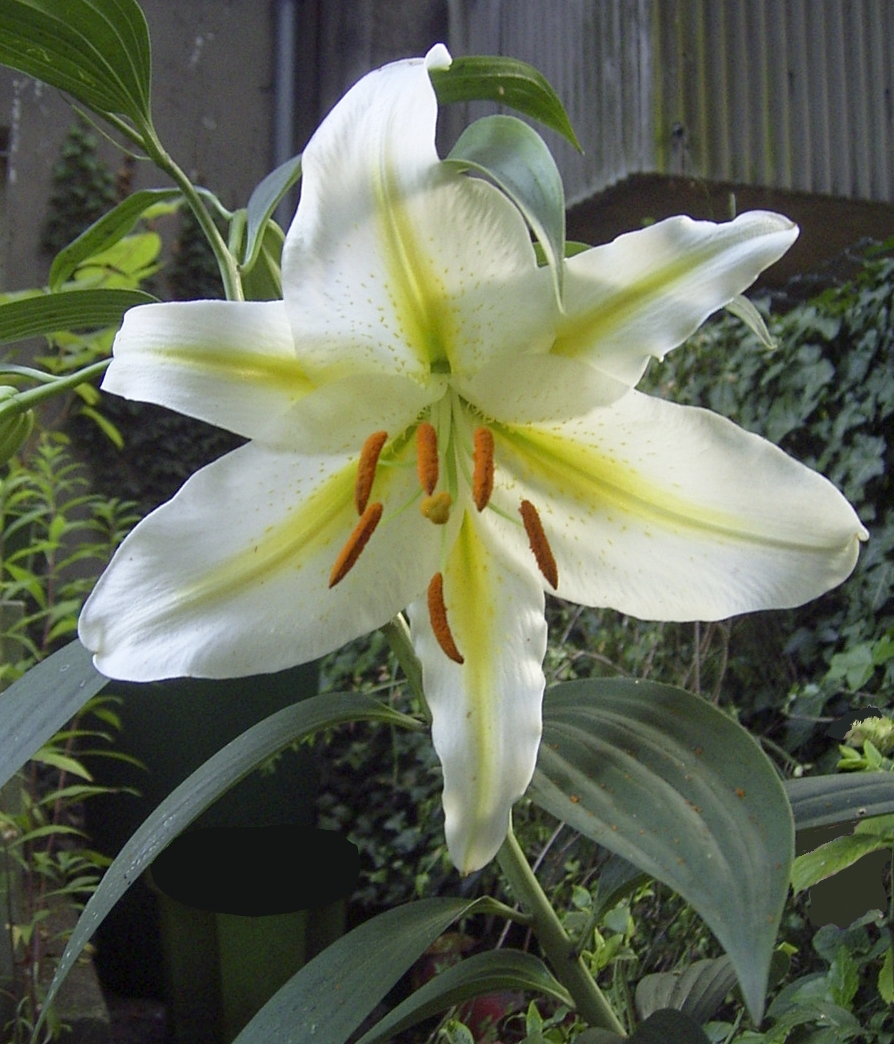
Lilium auratum var. virginale
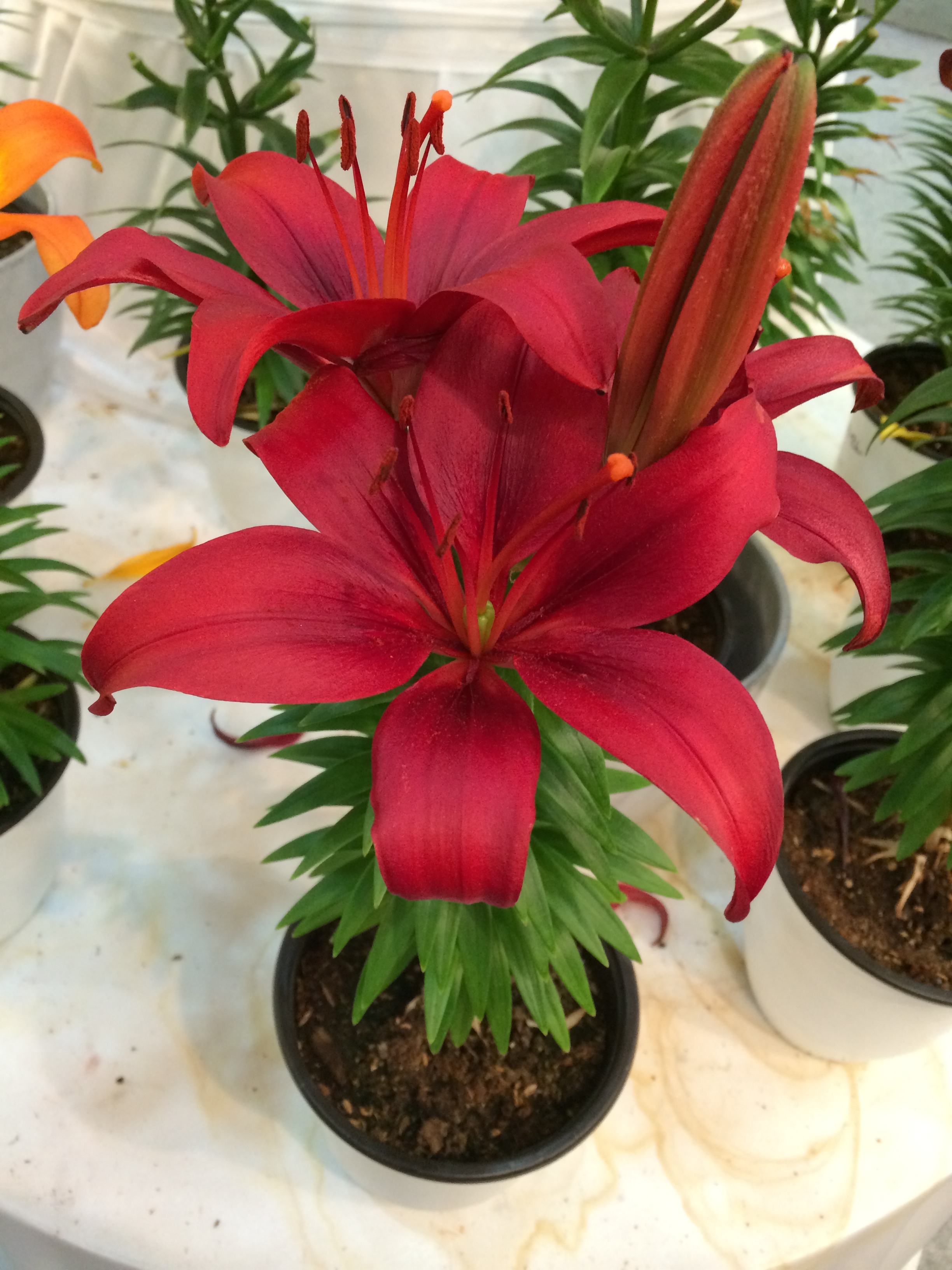
Asiatic Lily
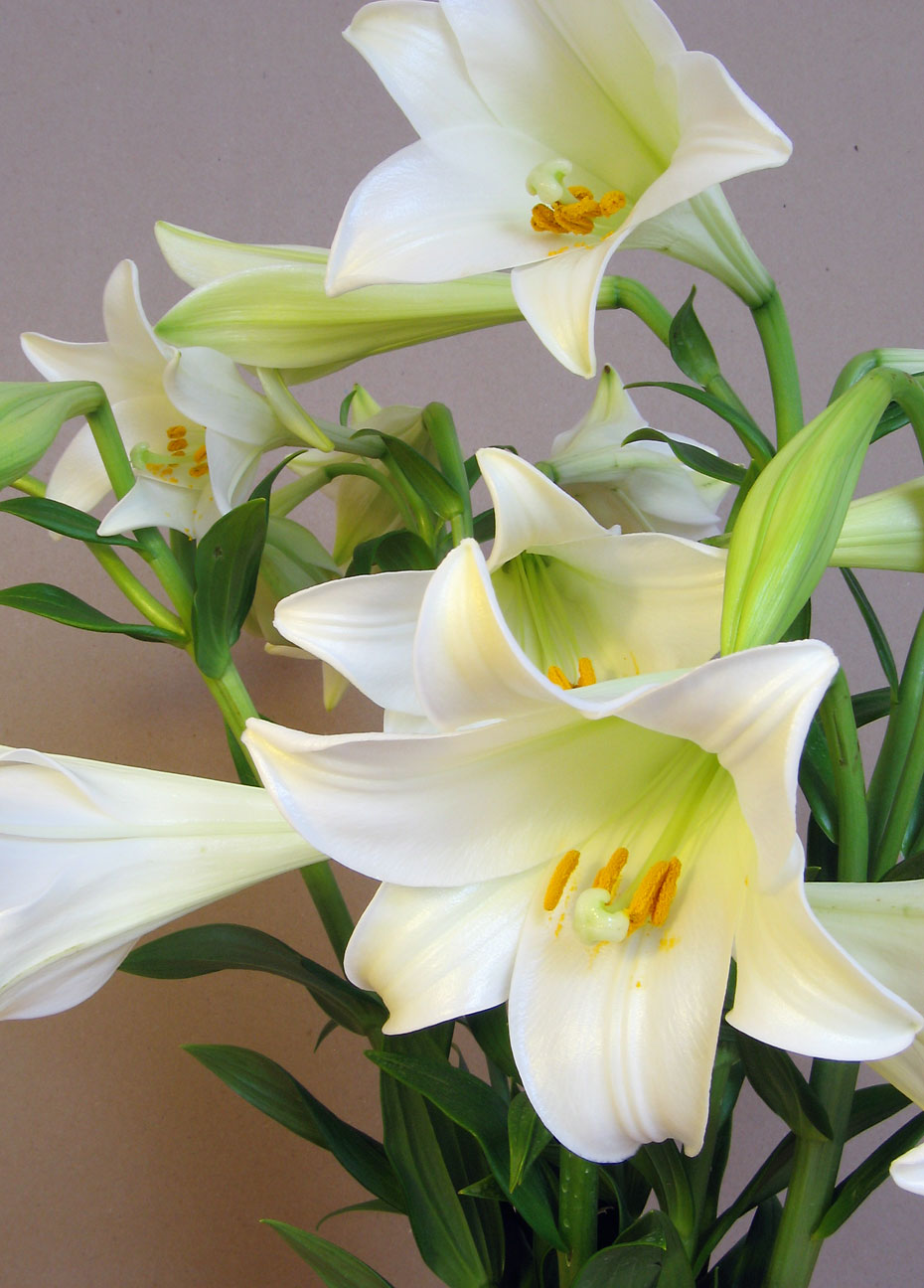
Lilium longiflorum
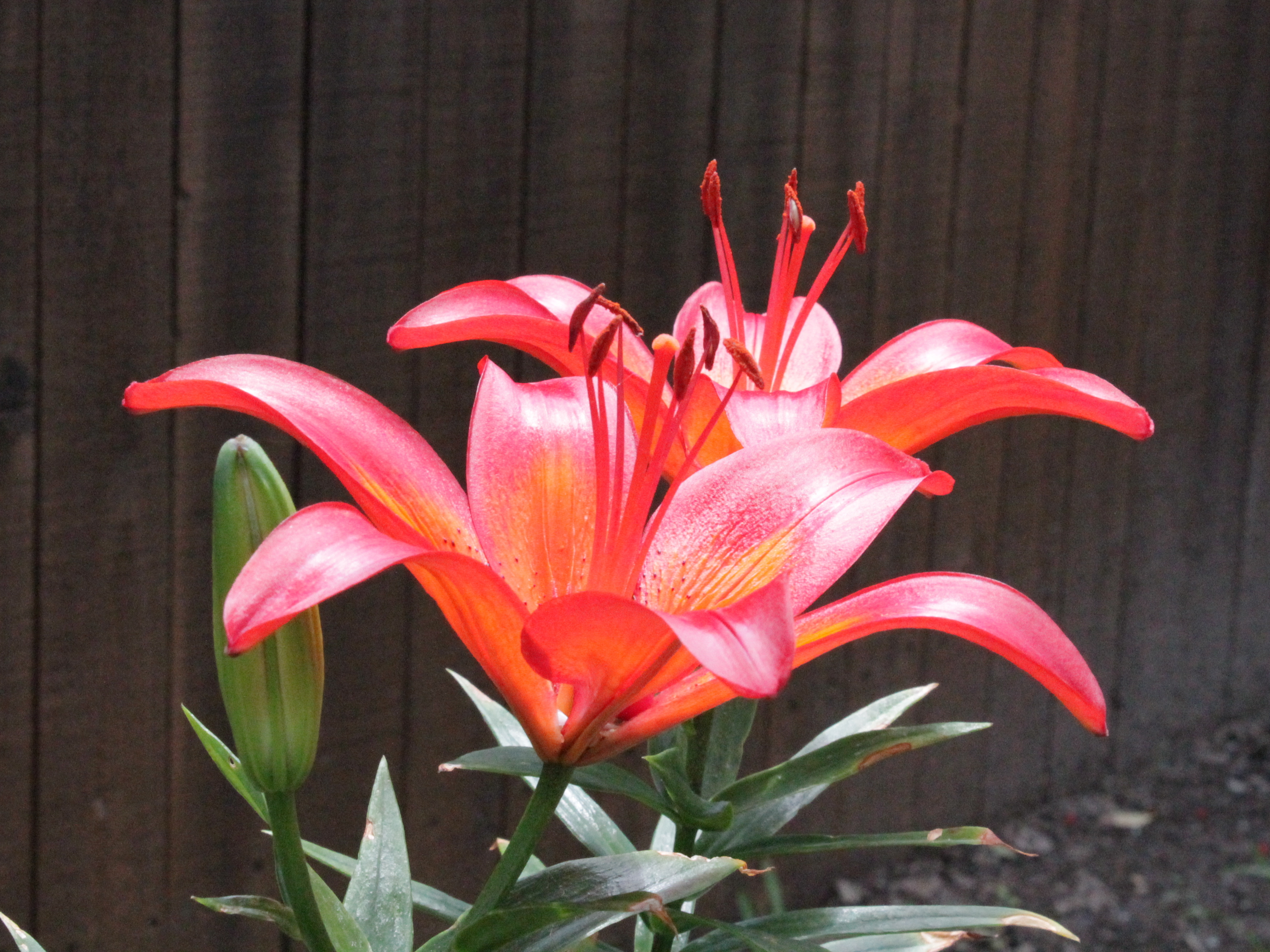
Lilium 'Matrix'

## 참고 문헌
- 이 문서에는 다음커뮤니케이션(현 카카오)에서 GFDL 또는 CC-SA 라이선스로 배포한 글로벌 세계대백과사전의 내용을 기초로 작성된 글이 포함되어 있습니다.